# Francis L. Carsten
Francis L. Carsten (Berlín, 25 de junio de 1911-Londres, 23 de junio de 1998) fue un historiador germanobritánico, profesor de Historia de Centroeuropa en la Universidad de Londres.
Nacido con el nombre de Franz Ludwig Carsten, fue autor de obras como The Origins of Prussia  (1954), Reichswehr und Politik, 1918-1933 (1964), The Rise of Fascism (1967), Revolution in Mitteleuropa 1918–1919 (1973), Fascist Movements in Austria: From Schönerer to Hitler (1977), War against War: British and German Radical Movements in the First World War (1982), Geschichte der preußischen Junker (1988), August Bebel und die Organisation der Massen (1991), Eduard Bernstein, 1850-1932. Eine politische Biographie (1993) o Widerstand gegen Hitler. Die deutschen Arbeiter und die Nazis (1996), entre otras. Harold J. Gordon Jr. criticó la calidad de las fuentes que empleaba, además de señalar este mismo y John T. Lauridsen un uso selectivo de estas. Falleció a los ochenta y seis años de edad en su domicilio de Hampstead, Londres.